# سیساوندرا لوییس
سیساوندرا لوییس (انگلیسی: Sisaundra Lewis؛ زادهٔ ۸ اکتبر ۱۹۷۰) خواننده اهل ایالات متحده آمریکا است. او در فصل ششم مجموعهٔ تلویزیونی آوا شرکت کرد و از اعضای تیم بلیک شلتون بود.